# Patoltecoya
Patoltecoya är en ort i Mexiko.   Den ligger i kommunen Huauchinango och delstaten Puebla, i den sydöstra delen av landet, 140 km nordost om huvudstaden Mexico City. Patoltecoya ligger 1 304 meter över havet och antalet invånare är 963.
Terrängen runt Patoltecoya är lite bergig. Runt Patoltecoya är det ganska tätbefolkat, med 192 invånare per kvadratkilometer. Närmaste större samhälle är Huauchinango, 4,5 km sydväst om Patoltecoya. I omgivningarna runt Patoltecoya växer i huvudsak blandskog.